# Ierland op het Eurovisiesongfestival 2017

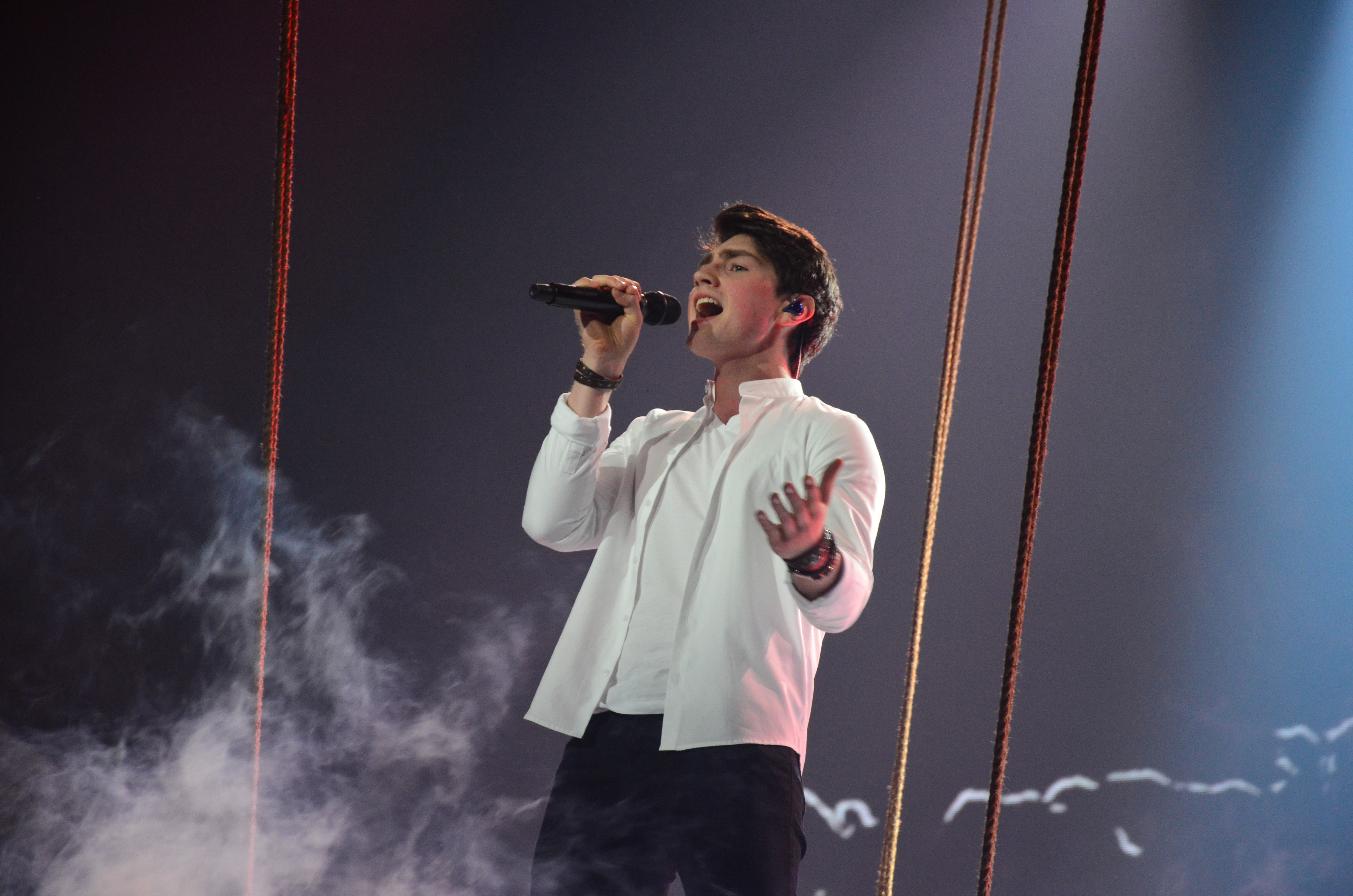
Brendan Murray tijdens de repetities in Kiev.

Ierland nam deel aan het Eurovisiesongfestival 2017 in Kiev, Oekraïne. Het was de 51ste deelname van het land op het Eurovisiesongfestival. RTE was verantwoordelijk voor de Ierse bijdrage voor de editie van 2017.

## Selectieprocedure
Op 17 december 2016 maakte RTE bekend dat het intern had gekozen om Brendan Murray af te vaardigen naar het Eurovisiesongfestival. Het was voor het tweede jaar op rij dat Ierland zijn artiest intern aanduidde. Liedjesschrijvers kregen tot 16 januari 2017 om nummers op te sturen, waarnda RTE wederom intern een keuze maakte. De Ierse inzending, Dying to try getiteld, werd op 10 maart 2017 gepresenteerd aan het grote publiek.

## In Kiev
Ierland trad aan in de tweede halve finale, op donderdag 11 mei 2017. Het land eindigde op de dertiende plek en wist zich zo niet te plaatsen voor de finale.